# Burregeara Nelly Isler
La Burregeara Nelly Isler también llamada Cambria Burregeara Nelly Islery o Dama Danzante por su lábelo que se asemeja a una bailarina,
es una especie de orquídeas híbrido perteneciente al género de Oncidium de la subfamilia Epidendroideae de la familia de las (Orchidaceae).

## Hábitat
Esta especie Burregeara Nelly Isler(= Vuyl Edna x Onc leucochilum. Isler, J. 1990) es híbrida lograda por horticultores mediante cruces de los géneros: Odontoglossum x Cochlioda x Oncidium x Miltonia algunos autores la denominan Cambria. Orquídea con pseudobulbos es muy cultivada en invernaderos con fines ornamentales.

## Descripción
La Burregeara Nelly Isler tiene hojas alargadas lanceoladas, que miden unos 60 cm, y la vara floral ramificada llega a medir un metro y medio de altura. En cuanto a las flores, algunas variedades son perfumadas, son numerosas, unas 14 a 16, y duran mucho, entre 20 a 30 días.
Esta posee pseudobulbos carnosos.

## Cultivo
- Temperatura

Se desarrolla bien con la temperatura de la casa, con preferencia de temperatura un poco fresca (19-21 °C). Para hacerla florecer, hay que mantener una diferencia de temperatura de 5 °C entre el día y la noche durante un mes.
- Luz

Los Oncidium prefieren una luz viva, sin el sol directo del periodo del mediodía. Un signo del bienestar de la planta es el color de las hojas que deben de presentar un verde-amarillo.
- Agua

De preferencia no calcárea y sin cloro (usar cartuchos filtrantes si el agua disponible es muy calcárea).
- Riegos

Moderados. Hay que dejar secar un poco el compost entre dos riegos. Las raíces prefieren los compost con buen drenaje. Disminuir los riegos cuando los nuevos pseudobulbos estén maduros. Algunas variedades prefieren que las raíces sequen rápidamente.
- Humedad

Les gustan las vaporizaciones.
- Aclareo

Normalmente al final del invierno o en la primavera, después de la floración. Toleran bien los tiestos pequeños. Utilizar de preferencia un tiesto no poroso (nada de macetas de barro cocido), a fin de no concentrar las sales minerales. Si no, se recomienda de humedecer el compost con agua clara de vez en cuando. Después del cambio de tiesto, esperar unas dos semanas antes de emprender el ritmo normal de riegos. Vaporizar el envés de las hojas.
- Substrato

Granulometría de fina a media, a base de corteza de pino, atapulgita o argex ( esferas de tamaño variable ), carbón vegetal, poliestireno.
- Abonos

Son necesarios para obtener una buena floración a un ritmo de un riego de cada dos, con un abono equilibrado, durante todo el año. Se puede utilizar un abono mixto (rico en Nitrógeno) hasta que los nuevos pseudobulbos se desarrollen y el tallo emerja. Entonces cambiar a un abono de floración (rico en fósforo y potasio).

## Cochlioda híbridos intergéneros
- Barbosaara: Bbra ( Cochlioda x Gomesa x Odontoglossum x Oncidium )

- Baldwinara: Bdwna ( Aspasia x Cochlioda x Odontoglossum x Oncidium )

- Beallara: Bllra ( Brassia x Cochlioda x Miltonia x Odontoglossum )

- Blackara: Blkr ( Aspasia x Cochlioda x Miltonia x Odontoglossum )

- Burregeara: Burr ( Odontoglossum x Cochlioda x Oncidium x Miltonia )

- Charlesworthara: Cha ( Cochlioda x Miltonia x Oncidium )

- Doncollinara: Dclna ( Cochlioda x Odontoglossum x Rodriguezia )

- Goodaleara: Gdlra ( Brassia x Cochlioda x Miltonia x Odontoglossum x Oncidium )

- Lagerara: Lgra ( Aspasia x Cochlioda x Odontoglossum )

- Liebmanara: Lieb ( Aspasia x Cochlioda x Oncidium )

- Miltonioda: Mtda ( Cochlioda x Miltonia )

- Odontioda: Oda ( Cochlioda x Odontoglossum )

- Oncidioda: Oncda ( Cochlioda x Oncidium )

- Sanderara: Sand ( Brassia x Cochlioda x Odontoglossum )

- Schafferara: Schfa ( Aspasia x Brassia x Cochlioda x Miltonia x Odontoglossum )

- Vuylstekeara: Vuyl ( Odontoglossum x Cochlioda x Miltonia )

- Wilsonara : Wils ( Cochlioda x Odontoglossum x Oncidium )

## Miltonia híbridos intergéneros
- Aliceara: Alcra ( Miltonia x Brassia x Oncidium )

- Bakerara: Bak ( Brassia x Miltonia x Odontoglossum x Oncidium )

- Beallara: Bllra ( Brassia x Cochlioda x Miltonia x Odontoglossum )

- Burregeara: Burr ( Odontoglossum x Cochlioda x Oncidium x Miltonia )

- Colmanara: Colm ( Miltonia x Oncidium x Odontoglossum )

- Degarmoara: Dgmra ( Brassia x Miltonia x Odontoglossum )

- Miltassia: Mtssa ( Brassia x Miltonia )

- Miltonidium: Mtdm ( Miltonia x Oncidium )

- Odontonia: ( Odontoglossum x Miltonia )

- Vuylstekeara: Vuyl ( Odontoglossum x Cochlioda x Miltonia )

## Odontoglossum híbridos intergéneros
- Adaglossum: Adgm ( Ada x Odontoglossum )

- Alexanderara: Alxra ( Brassia x Cochlioda x Odontoglossum x Oncidium )

- Andreettara: Are ( Cochlioda x Miltonia x Odontoglossum x Zelenkoa )

- Aspodonia: Aspd ( Aspasia x Laelia x Odontoglossum )

- Aspoglossum: Aspgm ( Aspasia x Odontoglossum )

- Bakerara: Bak ( Brassia x Miltonia x Odontoglossum x Oncidium )

- Baldwinara: Bdwna ( Aspasia x Cochlioda x Odontoglossum x Oncidium )

- Banfieldara: Bnfd ( Ada x Brassia x Odontoglossum )

- Barbosaara: Bbra ( Cochlioda x Gomesa x Odontoglossum x Oncidium )

- Baumannara: Bmnra ( Comparettia x Odontoglossum x Oncidium

- Beallara: Bllra ( Brassia x Cochlioda x Miltonia x Odontoglossum )

- Biltonara: Bilt ( Ada x Cochlioda x Miltonia x Odontoglossum )

- Blackara: Blkr ( Aspasia x Cochlioda x Miltonia x Odontoglossum )

- Brilliandeara: Brlda ( Aspasia x Brassia x Cochlioda x Miltonia x Odontoglossum x Oncidium )

- Brummittara: Brum ( Comparettia x Odontoglossum x Rodriguezia )

- Burkhardtara: Bktra ( Leochilus x Odontoglossum x Oncidium x Rodriguezia )

- Burregeara: Burr ( Odontoglossum x Cochlioda x Oncidium x Miltonia )

- Campbellara: Cmpba (Odontoglossum x Oncidium x Rodriguezia)

- Carpenterara: Cptra (Baptistonia x Odontoglossum x Oncidium)

- Colmanara: Colm ( Miltonia x Oncidium x Odontoglossum )

- Cuitliodaglossum: Cdg (Cochlioda x Cuitlauzina x Odontoglossum)

- Cyrtoglossum: Cgl (Cyrtochilum Kunth x Odontoglossum)

- Degarmoara: Dgmra (Brassia x Miltonia x Odontoglossum)

- Derosaara: Droa (Aspasia x Brassia x Miltonia x Odontoglossum)

- Doncollinara: Dclna (Cochlioda x Odontoglossum x Rodriguezia)

- Goodaleara: Gdlra (Brassia x Cochlioda x Miltonia x Odontoglossum x Oncidium

- Gomoglossum: Gmgm (Gomesa x Odontoglossum).

- Kriegerara: Kgra ( Ada x Cochlioda x Odontoglossum x Oncidium).

- Lagerara: Lgra (Aspasia x Cochlioda x Odontoglossum).

- Maccraithara: Mcc (Baptistonia x Cochlioda x Odontoglossum).

- Maclellanara: Mclna (Brassia x Odontoglossum x Oncidium)

- Maunderara: Mnda ( Ada x Cochlioda x Miltonia x Odontoglossum x Oncidium).

- Morrisonara: Mrsa ( Ada x Miltonia x Odontoglossum).

- Odonchlodiopsis: Ocp (Cochlioda x Miltoniopsis x Odontoglossum).

- Odontioda: Oda ( Odontoglossum x Cochlioda )

- Odontobrassia: Odbrs (Brassia x Odontoglossum)

- Odontocidium: Odcdm ( Odontoglossum x Oncidium )

- Oncidodontopsis: Odd (Miltoniopsis x Odontoglossum x Oncidium).

- Odontopilia: Odpla (Odontoglossum x Trichopilia).

- Odontorettia: Odrta (Comparettia x Odontoglossum).

- Odontonia: Odtna ( Odontoglossum x Miltonia )

- Ontolglossum: Ogs (Odontoglossum x Oncidium x Tolumnia)

- Odontokoa: Otk (Odontoglossum x Zelenkoa)

- Odontozelencidium: Otl (Odontoglossum x Oncidium x Zelenkoa)

- Odontiopsis: Otp (Miltoniopsis x Odontoglossum)

- Odontostele: Ots (Odontoglossum x Rhynchostele)

- Philippiara: Phl (Cochlioda x Miltoniopsis x Odontoglossum x Rhynchostele).

- Poeppigara: Ppg (Brassia x Miltonia x Miltoniopsis x Odontoglossum).

- Pavonara: Pvn (Aspasia x Miltonia x Miltoniopsis x Odontoglossum).

- Richardsonara: Rchna (Aspasia x Odontoglossum x Oncidium).

- Rodriglossum: Rdgm (Odontoglossum x Rodriguezia)

- Rehfieldara: Rfda ( Ada x Odontoglossum x Oncidium).

- Rhytoniglossum: Rtg (Miltoniopsis x Odontoglossum x Rhynchostele).

- Ruizara: Ruz (Brassia x Miltonia x Miltoniopsis x Odontoglossum).

- Rhyntonossum: Rys (Miltonia x Odontoglossum x Rhynchostele).

- Sanderara: Sand (Brassia x Cochlioda x Odontoglossum).

- Schafferara: Schfa (Aspasia x Brassia x Cochlioda x Miltonia x Odontoglossum).

- Sceloglossum: Sgl (Scelochilus x Odontoglossum).

- Shiveara: Shva (Aspasia x Brassia x Odontoglossum x Oncidium).

- Solanderara: Slr (Brassia x Cochlioda x Miltoniopsis x Odontoglossum).

- Spruceara: Spr (Cochlioda x Miltonia x Miltoniopsis x Odontoglossum).

- Stacyara: Stac (Cattleya x Epidendrum x Sophronitis

- Stewartara: Stwt ( Ada x Cochlioda x Odontoglossum).

- Triodoncidium: Tcd (Odontoglossum x Oncidium x Trichocentrum).

- Toluglossum: Tgl (Odontoglossum x Tolumnia).

- Vanalstyneara: Vnsta (Miltonia x Odontoglossum x Oncidium x Rodriguezia).

- Vuylstekeara: Vuyl (Cochlioda x Miltonia x Odontoglossum).

- Wingfieldara: Wgfa (Aspasia x Brassia x Odontoglossum).

- Wilsonara: Wils (Cochlioda x Odontoglossum x Oncidium).

- Withnerara: With (Aspasia x Miltonia x Odontoglossum x Oncidium).

- Zelglossoda: Zgd (Cochlioda x Odontoglossum x Zelenkoa).

- Zeltonossum: Zts (Miltonia x Odontoglossum x Zelenkoa).

## Oncidium híbridos intergéneros
- Adacidium: Adcm ( Ada x Oncidium )

- Aliceara: Alcra ( Brassia x Laelia x Oncidium )

- Alexanderara: Alxra ( Brassia x Cochlioda x Odontoglossum x Oncidium )

- Aspasium: Aspsm ( Aspasia x Oncidium )

- Bakerara: Bak ( Brassia x Miltonia x Odontoglossum x Oncidium )

- Baldwinara: Bdwna ( Aspasia x Cochlioda x Odontoglossum x Oncidium )

- Barbosaara: Bbra ( Cochlioda x Gomesa x Odontoglossum x Oncidium )

- Baumannara: Bmnra ( Comparettia x Odontoglossum x Oncidium )

- Brassidium: Brsdm ( Brassia x Oncidium )

- Brilliandeara : Brlda ( Aspasia x Brassia x Cochlioda x Miltonia x Odontoglossum x Oncidium )

- Burkhardtara: Bktra ( Leochilus x Odontoglossum x Oncidium x Rodriguezia )

- Burregeara: Burr ( Odontoglossum x Cochlioda x Oncidium x Miltonia )

- Campbellara: Cmpba ( Odontoglossum x Oncidium x Rodriguezia )

- Carpenterara: Cptra ( Baptistonia x Odontoglossum x Oncidium )

- Colmanara: Colm ( Miltonia x Oncidium x Odontoglossum )

- Crawwhayara: Craw ( Aspasia x Brassia x Miltonia x Oncidium )

- Dunningara: Dngra ( Aspasia x Miltonia x Oncidium )

- Georgeblackara: ( Comparettia x Leochilus x Oncidium x Rodriguezia )

- Goodaleara: Gdlra ( Brassia x Cochlioda x Miltonia x Odontoglossum x Oncidium )

- Howeara: Hwra ( Leochilus x Oncidium x Rodriguezia )

- Ionocidium: Incdm ( Ionopsis x Oncidium )

- Johnkellyara: Jkl ( Brassia x Leochilus x Oncidium x Rodriguezia )

- Leocidpasia: Lcdpa ( Aspasia x Leochilus x Oncidium )

- Leocidmesa: Lcmsa ( Gomesa x Leochilus x Oncidium )

- Liebmanara: Lieb ( Aspasia x Cochlioda x Oncidium )

- Lockcidium: Lkcdm ( Lockhartia x Oncidium )

- Maclellanara: Mclna ( Brassia x Odontoglossum x Oncidium )

- Miltadium: Mtadm ( Ada x Miltonia x Oncidium )

- Miltonidium: Mtdm ( Miltonia x Oncidium )

- Notylidium: Ntldm ( Notylia x Oncidium )

- Norwoodara: Nwda ( Brassia x Miltonia x Oncidium x Rodriguezia )

- Odontocidium: Odcdm ( Odontoglossum x Oncidium )

- Oncidioda: Oncda ( Cochlioda x Oncidium )

- Oncidiella: Onclla ( Oncidium x Rodrigueziella )

- Oncidenia: Oncna ( Macradenia x Oncidium )

- Oncidesa: Oncsa ( Gomesa x Oncidium )

- Oncidettia: Onctta ( Comparettia x Oncidium )

- Oncidpilia: Oncpa ( Oncidium x Trichopilia )

- Ornithocidium: Orncm ( Oncidium x Ornithophora )

- Pettitara: Pett ( Ada x Brassia x Oncidium )

- Phragmipaphium: Phrphm ( Oncidium x Phragmipedium )

- Richardsonara: Rchna ( Aspasia x Odontoglossum x Oncidium )

- Rodricidium: Rdcm ( Oncidium x Rodriguezia )

- Sauledaara: Sdra ( Aspasia x Brassia x Miltonia x Oncidium x Rodriguezia )

- Shiveara: Shva ( Aspasia x Brassia x Odontoglossum x Oncidium )

- Trichocidium: Trcdm ( Oncidium x Trichocentrum )

- Vanalstyneara: Vnsta ( Miltonia x Odontoglossum x Oncidium x Rodriguezia )

- Warneara': Wnra ( Comparettia x Oncidium x Rodriguezia )

- Wilsonara': Wils ( Odontoglossum x Cochlioda x Oncidium )

- Withnerara: With ( Aspasia x Miltonia x Odontoglossum x Oncidium )